# Pieve di Santa Maria a Castello
La pieve di Santa Maria a Castello è un edificio sacro situato nel comune di Monteriggioni, in provincia di Siena.
La chiesa e l'attiguo complesso plebano costituiscono una notevolissima testimonianza dell'architettura altomedievale toscana e per la sua importanza è paragonabile alle chiesa battesimali lombarde dell'inizio dell'XI secolo.

## Storia
La prima testimonianza scritta riferibile a questa chiesa risale ad una permuta di beni posti nella iuditiaria de plebe s.Marie sito Magrungrano tra il vescovo di Volterra Pietro e un certo Winildo datata 22 giugno 971. Nell'XI secolo fu sede di diversi atti notarli per la vendita di beni della famiglia dei Lambardi di Staggia, signori della zona, ai quali con atto del 31 dicembre 1062 papa Alessandro II concesse dei beni nel piviere di Castello. Data la vicinanza ebbe intensi rapporti con l'abbazia di Isola, come testimonia ad esempio nell'atto del 5 maggio 1108 quando il vescovo di Volterra venne invitato dal cardinale Ugo ad ascoltare una sentenza a lui sfavorevole pronunciata in questa pieve.
Il piviere di Castello, appartenente alla diocesi di Volterra, era incuneato tra le diocesi di Firenze e di Siena e nel XII secolo crebbe di importanza tanto che arrivò a contare ben 33 chiese suffraganee; a conferma dell'importanza risulta che in questa pieve (in episcopatu wulterrensi iuxta plebem de Castello) soggiornò l'imperatore Corrado II che concesse dei privilegi ai signori di Staggia e ancora da due privilegi papali di conferma concessi al vescovo di Volterra il 29 dicembre 1171 e il 23 aprile 1179 da parte di papa Alessandro III.
Tra la fine del XII e l'inizio del XIII secolo, in concomitanza con il declino della abbazia di Isola, il pievano di Castello iniziò ad accampare diritti sul romitorio di Montemaggio e iniziò a svolgere importanti funzioni giudiziarie, tanto che in seguito divennero competenza del notario de plebe Castelli. Nel corso del Duecento presso la pieve aveva sede una comunità di canonici secolari guidati dallo stesso pievano.
Nel XIV secolo la situazione economica della pieve era molto florida e perciò divenne un'ambita commenda tanto che l'11 settembre 1302 papa Bonifacio VIII la concesse a Bartolo Jacobi da Ulignano. Alla metà del secolo prima per la peste poi per la guerra ed altre calamità la parrocchialis ecclesia plebs nuncupata s. Joannis de Monte Castello vulterranenesis diocesis si ritrovò ad esseri priva di sacerdoti che la officiassero e così il suo popolo fu costretto a rivolgersi alla abbadia di Isola per le funzioni religiose; a conferma della gravissima crisi nel 1401 il fonte battesimale venne trasferito nell'abbazia e da allora l'antichissimo battistero iuxta plebem in ecclesia s. Joannis cadde in disuso.
Nei secoli seguenti la vita parrocchiale continuò e nell'XIX secolo, anche a causa del notevole incremento di popolazione, la chiesa venne restaurata. Le funzioni religiose sono continuate fino a dopo la seconda guerra mondiale, poi la chiesa ha subito un lungo abbandono. Oggi, inserita in un complesso agrituristico, si presenta interamente restaurata anche se non è liberamente accessibile.

## Descrizione
La chiesa in origine aveva una struttura basilicale a tre navate con copertura lignea e conclusa con altrettante absidi. Tale icnografia si ritrova anche in coeve chiese battesimali come la pieve di Sant'Appiano e la pieve di Artimino nel territorio fiorentino, nella Pieve Asciata in territorio senese, e le pieve di Pàcina, Santa Maria alla Chiassa e Sietina per il territorio aretino, Oggi del complesso plebano rimangono solo la navata centrale e parte della tribuna.

### Esterno

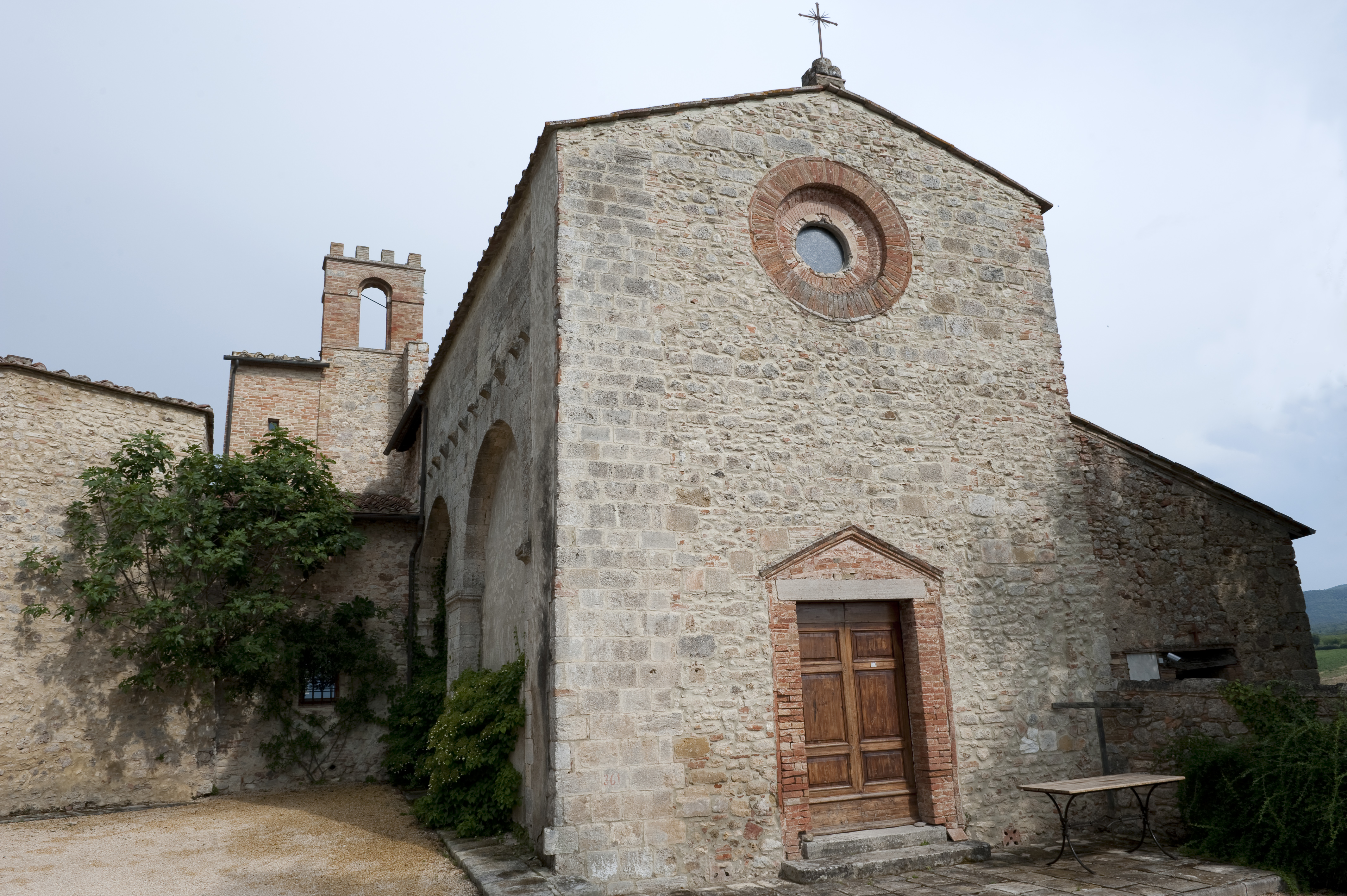
Facciata

La facciata in origine era a salienti ma attualmente si presenta semplicissima e ridotta a capanna con un portale di origine tardo medievale sovrastato da un'apertura ad occhio. Nel paramento murario si possono notare dei resti della muratura isodoma fatta con conci di travertino di epoca tardo romanica. Sulla fiancata rivolta a sud sono visibili, inseriti nella muratura, cinque archi in pietra poggianti su pilastri quadrangolari di dimensioni variabili i quali avevano il compito di dividere la navata centrale dalla navata laterale destra, andata interamente distrutta e solo in parte sostituita dalla cappella del cimitero. Sulla fiancata rivolta a nord si possono vedere due delle tre arcate della seconda fase romanica che andarono a sostituire le quattro della originaria basilica; tali arcate sono state realizzate in travertino e poggiano su pilastri rettangolari che sostengono una muratura priva del claristorio dove sono inserite molte mensole che sostenevano la copertura in legno della navata sinistra, parzialmente distrutta.
Ben conservata è la tribuna, risalente alla chiesa originaria proto-romanica; la muratura della tribuna presenta dei corsi orizzontali di ciottoli fluviali e bozze di pietra affogati nella malta. L'abside centrale presenta la curvatura ritmata da lesene che sostengono due archi pensili e sopra di essi vi sono delle mensole a sostegno della grondaia, tale apparato decorativo rimanda al gusto ravennate importato in Toscana attraverso la diocesi di Arezzo principalmente nelle pievi della Chiassa, di San Michele Arcangelo a Metelliano e di Santa Maria ai Confini nel comune di Tuoro sul Trasimeno. L'abside laterale destra anche se in condizioni molto peggiori ha lo stesso apparato decorativo. In corrispondenza dell'ultima campata della navatella è stata realizzata la sagrestia ed esternamente è visibile una torretta cha si appoggia all'originario mura proto-romanico

### Interno
In origine l'interno della chiesa era diviso in tre navate e coperto con capriate a vista ma oggi si presenta interamente intonacato e decorato con motivi neoclassici; l'illuminazione interna è assicurata da due grandi finestre rettangolari poste sulle fiancate e dall'oculo della facciata. Sono ancora visibili i due volumi curvi delle absidi superstiti anche se quella minore appare molto rimaneggiata. Dalla navata laterale destra passando sotto un arcone gotico si accedeva al battistero.

### Battistero di San Giovanni Battista
Il battistero è un edificio a pianta centrale con una struttura molto simile a quella della primitiva chiesa.. Per il suo stato di conservazione è unico nel suo genere in Toscana e inoltre la sua posizione è diversa, unica, rispetto a quella di tutti gli altri battisteri rurali della zona che generalmente era disposti di fronte alla chiesa come nella pieve di Santa Maria a Coeli Aula, nella pieve di Bossolo o a Sant'Appiano. Probabilmente nel cantieri lavorarono maestranze lombarde
Esternamente si presenta come un prisma a base ottagonale con i muri esterni completamente spogli e con una copertura a unico spiovente. All'interno l'unica decorazione è data dagli archi ciechi che definiscono le facce interne del prisma ottagonale con uno stile che richiama la tribuna della chiesa di Santo Stefano ad Anghiari o alla cripta della Badia di San Veriano, edifici della diocesi aretina che risentono degli influssi della cultura ravennate.gli spigoli sono segnati da pilastri rettangolari collegati ad archi ciechi in laterizio e intonacati.

## Piviere di Santa Maria a Castello

### Canoniche
- San Michele a Nagli
- Santa Maria a Paurano
- Sant'Andrea a Scarna

### Chiese
- Santa Lucia a Bolsano
- San Cassiano a Borgonuovo d'Isola
- San Cristoforo a Borgonuovo d'Isola
- Sant'Angelo al Bosco
- San Biagio a Castiglionalto
- San Biagio a Collalto
- San Niccolò alle Corti
- San Pietro a Fabbrica
- Sant'Ansano a Galognano
- San Martino a Lano
- Santa Maria a Mensanello
- San Biagio a Montauto
- Santa Maria Maddalena a Montevasone
- Santa Maria Novella a Montevasone
- Santa Maria a Pilli
- San Bartolomeo al Pino
- Sant'Andrea a Scarna
- Sante Flora e Lucilla a Scorgiano
- Santa Maria a Staggia
- San Silvestro a Staggia
- San Donato a Stipule
- San Lorenzo a Stipule
- San Martino a Strove
- San Pietro a Strove
- San Cerbone a Villa San Cerbone
- San Clemente a Villa San Chimento

### Spedali
- Spedale dei santi Maria, Meriano, Jacopo e Ubaldo a Staggia
- Spedale di Santa Maria a Castiglion Ghinibaldi
- Spedale di Spedaletto